# Pseudeusemia
Pseudeusemia là một chi bướm đêm thuộc họ Geometridae.